# Lenticularis

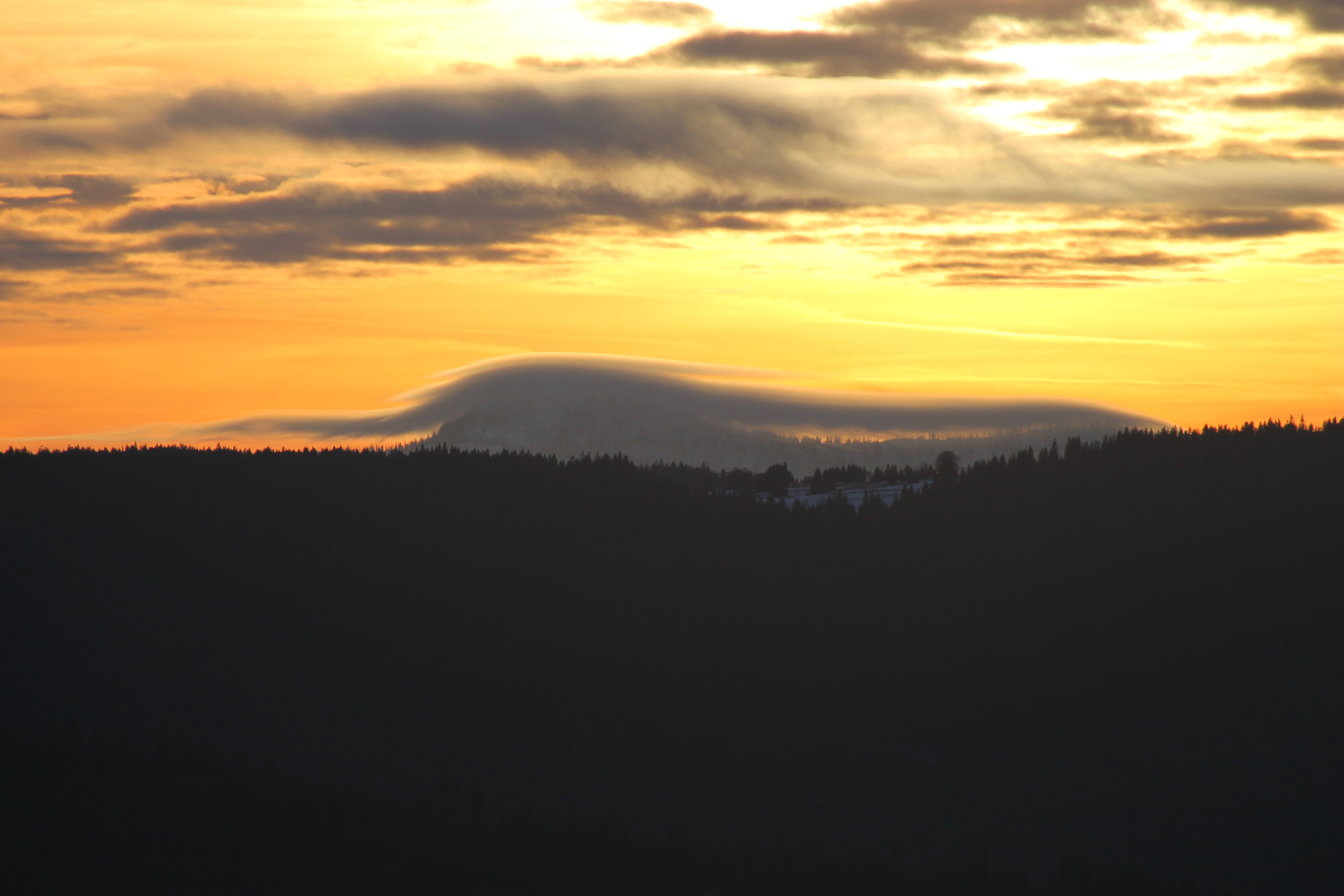
Oblak Stratocumulus lenticularis nad vrcholem Roklanu na Šumavě

Lenticularis (česky čočkovitý, zkratka len) je jeden z oblačných tvarů. Může se vyskytovat u oblaků cirrocumulus, altocumulus a stratocumulus.

## Vzhled
Lenticularis je oblak, který má tvar čočky či létajícího talíře. Při pozorování některých oblaků tvaru lenticularis se stává, že si je lidé pletou s UFO.

## Vznik
Tvar lenticularis je oblak vznikající orograficky, tj. díky nerovnostem zemského povrchu. Pokud proudící vzduch narazí např. na kopec, je vytlačován vzhůru. Při vstoupání se vzduch ochlazuje. Po vyvstoupání na určitou výšku a ochlazení na dostatečně nízkou teplotu dojde ke kondenzaci vodní páry a vzniká oblak.